# The Three Sisters (nouvelle)
Pour les articles homonymes, voir Three Sisters.
The Three Sisters est une nouvelle écrite en 1792 par Jane Austen (alors âgée de 17 ans environ), sous forme épistolaire. Cette courte œuvre de jeunesse est cependant annonciatrice de nombreux éléments qui se retrouvent dans les grands romans de Jane Austen : ironie, thèmes du mariage d'intérêt (omniprésent chez Jane Austen), des représentations théâtrales privées...  

## Résumé
Désireuse de se marier au plus vite pour acquérir le statut de femme mariée, impressionner ses amis, chaperonner ses plus jeunes sœurs et n'en faire qu'à sa tête, Miss Mary Stanhope est sensible aux avances de Mr Watts, leur très déplaisant, mais riche voisin, au point d'entrer en négociation avec lui pour fixer les conditions financières du mariage. 
La discussion est très serrée, portant sur des points aussi essentiels que l'argent de poche dont disposera la future Mrs Watts, le petit théâtre dont elle veut pouvoir disposer pour y donner des représentations privées, ou les voyages annuels à Bath pour y passer l'hiver. Reste un point de désaccord capital, la couleur de la nouvelle chaise de Mr Watt, dont Miss Stanhope ne peut imaginer qu'elle soit autre que d'un bleu rehaussé d'argent.
Mais la crainte qu'a Mary Stanhope que Mr Watt puisse épouser l'une de ses sœurs ou l'une des demoiselles Dutton, en cas de refus de sa part, la pousse à accepter le mariage avec cet homme vulgaire qu'elle déteste ; la rencontre d'un jeune homme, séduisant mais moqueur, chez Kitty et Jemima Dutton ne lui fait pas prendre conscience de la folie vaniteuse qui la pousse, même si cette visite est l'occasion d'une dispute avec Mr Watts, promptement étouffée cependant pour commencer les préparatifs du mariage. Et « la soirée se termine dans l'harmonie et la cordialité la plus grande »  (the Evening went off with great Harmony and Cordiality).

## Personnages
Miss [Mary] StanhopeJeune fille désireuse de parvenir au plus vite à l'enviable statut de femme mariée, dans les meilleures conditions financières possibles, même si son futur époux n'a rien pour lui plaire.
Mrs Fanny ***Correspondante et confidente de Mary Stanhope.
Mr. WattsPrétendant à la main de Mary Stanhope et voisin de la famille, il est âgé de 32 ans, fortuné (car il dispose d'un revenu considérable de 3 000 livres par an), vulgaire, d'un caractère difficile, et sans aucun attrait physique ; mais il est tout à fait ouvert à un mariage d'intérêt avec l'une des trois sœurs Stanhope, dont il négociera les termes avec âpreté.
Sophy et Georgiana StanhopeSœurs cadettes et concurrentes de Mary Stanhope pour épouser Mr Watts ; Mary Stanhope n'est absolument pas prête à accepter l'idée qu'elles puissent être mariées avant elle-même, car elle considère cette éventuellement comme la pire chose au monde, pire encore qu'un mariage avec Mr Watts, qu'elle déteste pourtant cordialement. Georgiana et sa sœur n'ont en réalité pas la moindre intention d'épouser Mr Watts, qui leur répugne, mais trouvent plaisir à pousser leur aînée à ce mariage, en laissant entendre qu'elles-mêmes n'y seraient pas opposée.
Kitty et Jemima DuttonAutres concurrentes potentielles de Mary Stanhope dans la course au mariage.
Mr BrudenellSéduisant jeune homme, qui semble un grand ami des demoiselles Dutton. Il témoigne aux projets matrimoniaux de Miss Stanhope un intérêt soutenu et plein de courtoisie, dont elle ne perçoit pas l'ironie moqueuse.
Miss Anne ***Correspondante et confidente de Georgiana Stanhope.

## Style
La nouvelle, qui fait partie des Juvenilia, des œuvres de jeunesse de Jane Austen, révèle cependant un certain nombre de caractéristiques qui se retrouveront dans ses œuvres futures : 

### Ironie
Jane Austen fait appel à l'ironie lorsqu'elle fait dire à Mary Stanhope qu'« elle est la plus heureuse créature du monde »..., car elle vient de recevoir une proposition de mariage. Non que la proposition l'intéresse, car elle provient « d'un homme très âgé » (32 ans), extrêmement désagréable, jaloux et assez laid. Mais c'est la première proposition de mariage qu'elle reçoit, et, ajoute-t-elle,«  si je le refuse, il ira épouser Sophia ou Georgiana, à ce qu'il m'a dit, et je ne puis supporter l'idée qu'elles se marient avant moi ».

### Style épistolaire
Le style épistolaire, à la mode dans les  romans du XVIIIe siècle, déjà utilisé par Jane Austen dans Love and Freindship (1790), le sera de nouveau dans Lady Susan (1793 ou 1794). Il correspond à la forme retenue systématiquement par Samuel Richardson, l'un des auteurs favoris de Jane Austen. Elle abandonnera cependant cette technique littéraire dans les œuvres de la maturité, pour élaborer son propre style, fondé sur le discours indirect libre.

## Thèmes
Plusieurs thèmes également sont abordés dans The Three Sisters, qui se retrouveront plus tard dans l'œuvre de Jane Austen :

### Le mariage en tant que prostitution

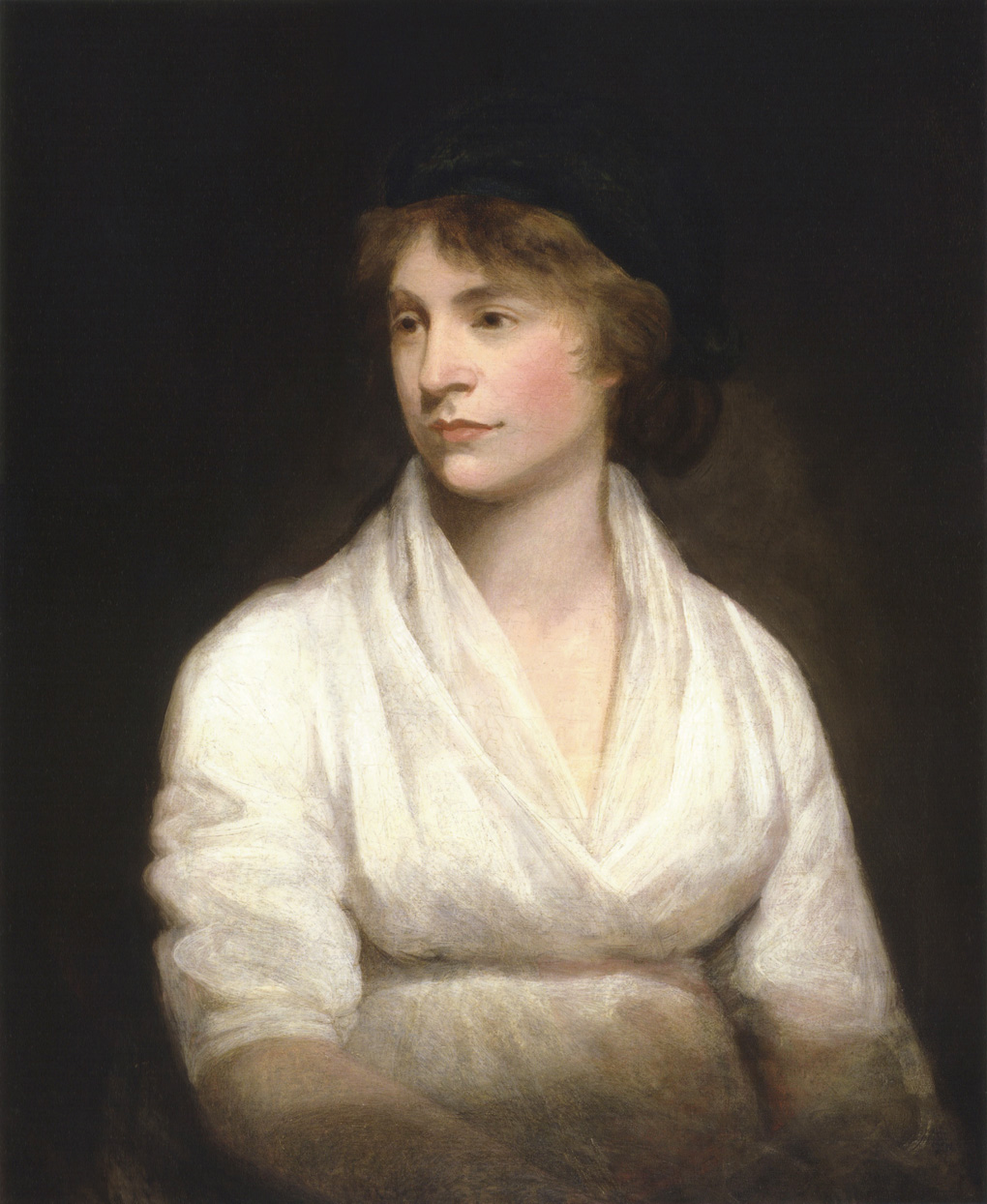
Mary Wollstonecraft, l'auteur de Défense des droits de la femme, par John Opie.

Le mariage comme seul moyen pour les femmes d'éviter la pauvreté est déjà abordé, avant d'être développé beaucoup plus en détail dans Orgueil et Préjugés. Jane Austen y expose l'idée, développée par ailleurs par Mary Wollstonecraft, du « mariage d'intérêt en tant que forme de prostitution ». La recherche des meilleures conditions financières et matérielles pour un mariage s'oppose ici à celle - prônée par Sophy - d'un compagnon plaisant, car « elle attend de son mari qu'il ait bon caractère et soit gai ; qu'il agisse toujours en vue de faire son bonheur, et qu'il l'aime avec constance et sincérité » ( expect[s] [her] Husband to be good-tempered and Cheerful ; to consult [her] Happiness in all his Actions, and to love [her] with Constancy and Sincerity), profession de foi qui sera aussi celle des héroïnes des romans de la maturité, Elinor Dashwood ou Elizabeth Bennet.
Le thème du mariage d'intérêt est traité ici de façon très appuyé, puisque la seconde partie de la troisième lettre est très largement une négociation entre les deux intéressés pour fixer le prix. Miss Stanhope, soutenue par sa mère, précise alors qu'elle attend 200 livres d'argent de poche par an (et non 175...), une nouvelle voiture, un nouveau cheval, un séjour à Bath chaque hiver, etc.

### Theatricals

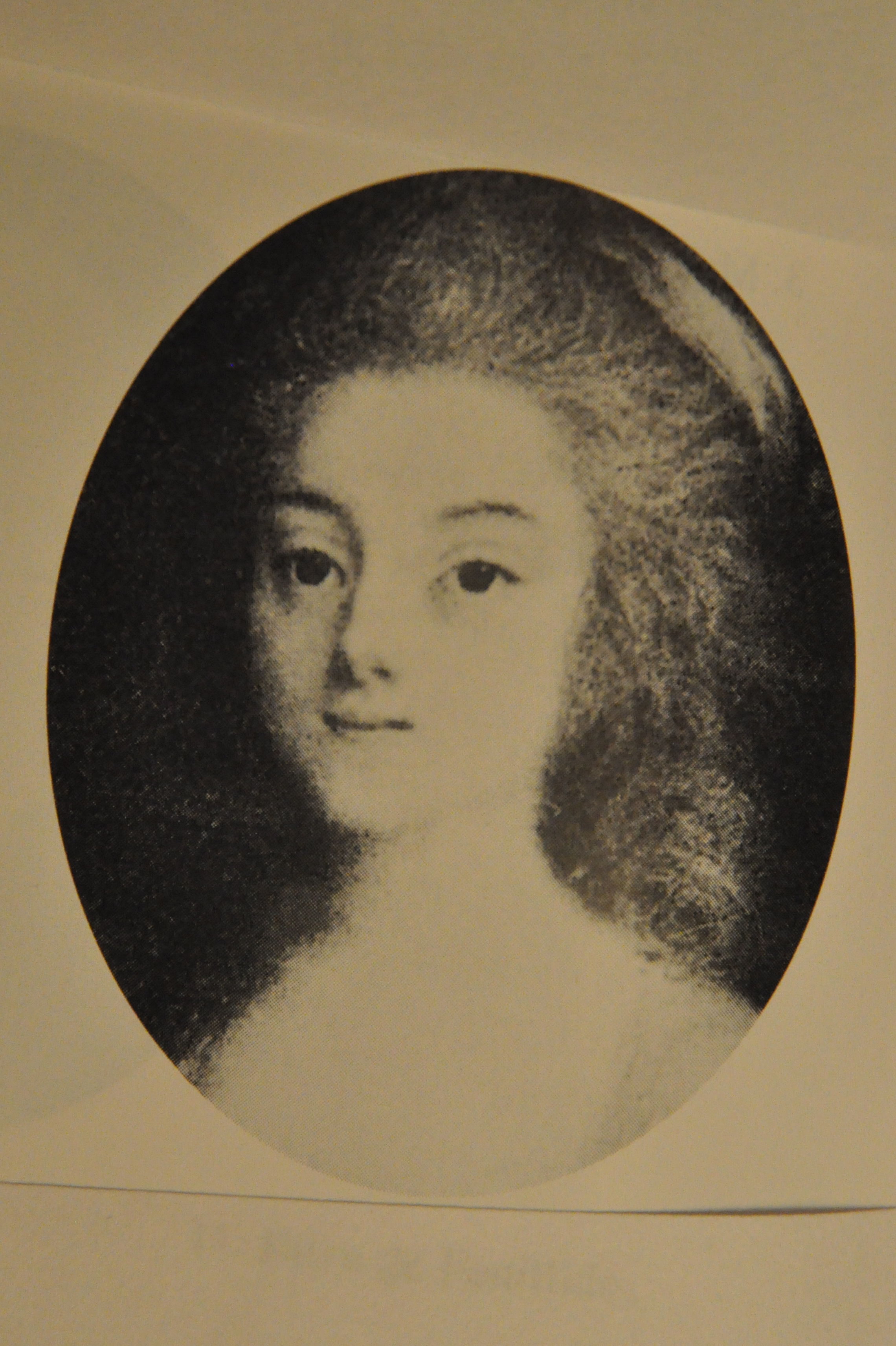
Portrait d'Eliza Hancock, leading lady des représentations théâtrales données en 1787 à Steventon.

Le thème des theatricals, ces pièces de théâtre jouées dans le cadre familial, et souvent à l'origine d'aventures amoureuses qui leur valent une réputation d'immoralité, se trouve évoqué dans The Three Sisters. 
Ce thème, largement développé plus tard dans Mansfield Park, dans l'intrigue duquel il tient une place essentielle, apparait ici au travers de la mention que fait Miss Stanhope de la pièce de Hannah Cowley, Which is the Man, qu'elle veut pouvoir jouer chez elle, en y incarnant Lady Bell Bloomer. 
La pièce met en scène une séduisante veuve qui ne peut se résoudre à faire un choix parmi ses nombreux soupirants, ce qui évoque le futur court roman épistolaire de Jane Austen, Lady Susan. 
L'évocation de ces theatricals est également un souvenir des représentations qui se déroulent chez les Austen depuis 1782, notamment celles données en 1787 avec la participation remarquée d'Eliza Hancock, l'exotique et séduisante cousine de Jane Austen, dont on pense qu'elle est peut-être le modèle tant de la redoutable Lady Susan (dans le roman du même nom ) que de Mary Crawford, dans Mansfield Park.
La correspondance adressée par Eliza Hancock à sa cousine Philadelphia Walter garde d'ailleurs la trace d'une invitation à Steventon pour jouer dans deux pièces, dont l'une est précisément Which is the Man de Hannah Cowley. Philadelphia Walter refuse d'aller jouer dans ces représentations privées, peut-être parce qu'elle désapprouve le comportement d'Eliza, car elle conserve d'une visite qu'elle lui a rendu deux mois auparavant le souvenir d'« une vie dissipée qui m'a mis [...] dans l'esprit que chaque femme est au fond d'elle-même une dévergondée » (a dissipated life that [...] put me in mind that every woman is at heart a rake).